# 滑川市
滑川市（なめりかわし）は、富山県の東部に位置する市。新川平野のほぼ中央にあたり、平野の大部分は早月川と上市川で形成された複合扇状地である。1954年（昭和29年）市制施行。

## 概要
古くは北陸街道の宿駅町であり、江戸時代より富山の売薬の拠点の一つとして知られる。春の風物詩として知られ、「富山湾の神秘」といわれるホタルイカの大群遊のときに見られる青緑の宝石のようで幻想的な光の帯は「海の銀河」にも例えられる。滑川市の全ての海岸線はホタルイカ群遊海面として国の特別天然記念物の指定を受けて、保存の対象とされている。群雄海面のホタルイカを銘産とする。
「すべりかわ」という誤読が多いことを逆手にとり、「すべりかわ」じゃない「なめりかわ」！、「すべらない街 滑川市」という、企業からのコンペティションを経て採用したキャッチコピーを2023年2月に発表した。

## 地理
地形

滑川市中心部周辺の空中写真。2021年6月10日撮影の12枚を合成作成。。

南東部に北アルプスを背後に置いて加積山麓階とよばれる旧扇状地の台地や、上大浦を扇頂に扇端が海岸線に広がる新扇状地などを形成し、新川平野（富山平野の東部）に繋がって広がっている。北西側で富山湾に面する。
東は、早月川を境界に魚津市と接し、早月川の上流部は上市町となる。西は、上市川(下流部)を境に富山市（水橋地区）に接し、上市川と合流する郷川を境に南西および南側に上市町と接している。
- 河川：早月川、上市川(黒川)、郷川（江川)、中川
- 湖沼：早月川河川敷の水溜り

2018年時点より、富山県内の市では最も面積が小さい市である。2022年現在、射水市、高岡市に次いで、人口密度が高い。

### 市章の由来
市の源名「波入川」にちなんで、波を図形に川を山形に配し、市の形態である山、平野、川、海を象徴したもの。(滑川市役所より)
- 大きな波頭で富山湾を表し、湾の南東部に位置することを表す。(七尾能登島から辰巳(アロケーション)方向が正面視線となっている)

- 波打つ「川」の字が配されたもの。
- 早月、黒川、郷川など急流を表す。
- 北アルプス剣岳を、望遠するもの。
- 扇状平野の地形を示すもの。

### 地名の由来
市の中央を流れる「波入川(なみいりがわ：現在の中川)」より発祥。
古代において、市域および魚津市南西部から上市町北東部にかけては、加積(賀積または香積)と呼ばれ、現在の中川は「波入川」と伝わる。中世に、この川の名に「滑河」の漢字が当てられて、滑河の地として「地名が滑河」となったのが始まり。「滑河」の初見は1186年。
- 「加積」は、古代に加積神が領したことによる(魚津市宮津神社(加積神社)のいわれより)。平城平安期に早月川の両岸(滑川市北東部、魚津市南西部)は、大伴佐伯氏の香積寺領であったことから後の加積郷へと広がる。加積神は、大伴家持を含む佐伯氏の先祖を祀ったもの。なお、これら以前は、滑川市北部から富山市水橋地区にかけて東大寺領の丈部(はせつかべ)郷と比定されており、後世に加積郷へと変節している。また、平安後期に滑川市域を含む新川郡は、藤原北家の本家・本所となるものの宮道蜷川氏らの寄進により祇園社(八坂神社)領へと変遷する。
- 「波入川」は、日本海の荒れた波が河口より入って遡上したことより、波入川と伝わる。
- 「滑河」は、中世に比企朝宗が、北陸道勧農使(1184)となったことによる。朝宗、及び、その家人、一門縁者らが、当地の地名に用いたこと見られる。当地の伝承は「名越朝時が、承久の乱(1221)にて北陸道大将軍となり、「波入川」の川畔に立った際に、景観も読みも「鎌倉の滑川」に似ているので「滑河」と呼んだ」と伝えるものの、朝宗を継いだ外孫の朝時のエピソードへ脚色されて伝えられている。朝宗の方(鎌倉の大蔵および比企谷(神奈川県)または比企郡の三門館(埼玉県)での当地への扱い)から、「波入川」に「滑河」の漢字を当て、地名「滑河」が当地に定着した。

## 歴史
明治以降の滑川町は面積が1.79km2と小さく、富山県内で最も人口密度が高かった。戦前の1940年にも滑川町と周辺の加積8か村（中加積村、東加積村、西加積村、北加積村、浜加積村、早月加積村、南加積村、山加積村）による合併話があったが、最終的に南加積村および山加積村が上市町区域の合併協議に加わったことや合併に積極的であった北加積村、浜加積村、早月加積村も態度を保留するなどして、立ち消えとなっていた。
1952年に市制施行を目指して1町7ケ村で「加積郷合併審議会」（のちの促進委員会）が幾度も開かれた。東加積村の全会一致の反対で一度は頓挫したものの、山加積村が離脱し上市町と合併した後は全会一致で可決、万が一合併を否決する自治体が出たとしても絶対に合併を実現するため、いったん人口要件に縛られない「町」として合併してから「市」になる形を選択した。
町名の候補には滑川のほかにも「加積」「早月」「加川」「大日」「荒磯」「七和」「新川」「郷川」「延槻」が挙げられていた（1918年米騒動などによって全国的に滑川の名称が余り良くない気持ちがあったため）。
最終的には「滑川」と「加積」が候補に残り、最終決定権を一任された成田政次富山県知事が、これまでの知名度も考慮して「滑川」を選び「滑川」採用された。
また、この当時は水橋町など1町3ケ村（水橋町、相ノ木村、上条村、三郷村）との合併構想もあり、実現すれば面積75.5km2、人口約5万人となり、富山市と高岡市に次ぐ県下第3の人口規模の市となっていた。しかし、水橋町、上条村、三郷村の合併による新『水橋町』の誕生や相ノ木村の上市町編入が決定したため、水橋地域を編入する『滑川市』構想は実現しなかった。また、1953年には滑川町を除いた6ヶ村だけで合併し、郡名からとった中新川町の町制を目指す動きもあった。
- 1953年11月1日 中新川郡滑川町、中加積村、東加積村、西加積村、北加積村、浜加積村及び早月加積村が合併して、中新川郡滑川町が発足する。当時は県下最大の町であった[5]。
- 1954年3月1日 中新川郡滑川町が市制施行して、滑川市となる[11]。同日「滑川市の歌」を制定。
- 1956年 中新川郡上市町の区域の内、大字本江、田柿、小森、東福寺、東福寺野、五位尾の区域の一部及び黒川の区域の一部の区域を編入する。なお、この編入は富山県知事から出された分離勧告および住民投票によるものである[12]。
- 1959年12月1日 財政再建団体指定（1967年度まで）[13][14]。
- 1960年 旧山加積村を除く旧村域の出張所（主に旧役場を使用）を廃止[5]。
- 1965年12月12日 滑川市内の電話通話（ダイヤル）が即時化される[15]。
- 1973年3月28日 市制20周年を記念して、市の木「松」、市の花「ツツジ」、市の草花「菊」をそれぞれ制定[16]。

## 人口
| |                                        |  |
| 滑川市と全国の年齢別人口分布（2005年） | 滑川市の年齢・男女別人口分布（2005年） |  |
| ■紫色 ― 滑川市 ■緑色 ― 日本全国 | ■青色 ― 男性 ■赤色 ― 女性              |  |
| 滑川市（に相当する地域）の人口の推移 \| 1970年（昭和45年） \| 30,039人 \| \| \| 1975年（昭和50年） \| 30,456人 \| \| \| 1980年（昭和55年） \| 30,744人 \| \| \| 1985年（昭和60年） \| 30,880人 \| \| \| 1990年（平成2年） \| 30,923人 \| \| \| 1995年（平成7年） \| 31,841人 \| \| \| 2000年（平成12年） \| 33,363人 \| \| \| 2005年（平成17年） \| 34,002人 \| \| \| 2010年（平成22年） \| 33,676人 \| \| \| 2015年（平成27年） \| 32,755人 \| \| \| 2020年（令和2年） \| 32,349人 \| \| |                                        |  |
| 総務省統計局 国勢調査より |                                        |  |
| 1970年（昭和45年） | 30,039人                               |  |
| 1975年（昭和50年） | 30,456人                               |  |
| 1980年（昭和55年） | 30,744人                               |  |
| 1985年（昭和60年） | 30,880人                               |  |
| 1990年（平成2年） | 30,923人                               |  |
| 1995年（平成7年） | 31,841人                               |  |
| 2000年（平成12年） | 33,363人                               |  |
| 2005年（平成17年） | 34,002人                               |  |
| 2010年（平成22年） | 33,676人                               |  |
| 2015年（平成27年） | 32,755人                               |  |
| 2020年（令和2年） | 32,349人                               |  |

## 行政
- 市長（9代）：水野達夫（2022年2月23日就任 1期目）[17]

歴代市長
- 初代：赤間徳寿（1957年3月1日 - 1958年8月）
- 2代：八尾菊次郎（1958年10月1日 - 1962年3月）
- 3代：丹羽寒月（1962年4月20日 - 1966年4月19日）
- 4代：黒田松次（1966年4月20日 - 1978年4月19日）
- 5代：宮崎新策（1978年4月20日 - 1986年1月）
- 6代：澤田寿朗（1986年2月23日 - 2002年2月22日）
- 7代：中屋一博（2002年2月23日 - 2010年2月22日）
- 8代：上田昌孝（2010年2月23日 - 2022年2月22日）

### 所轄警察署
- 滑川警察署

### 所轄消防署
- 富山県東部消防組合
  - 滑川消防署

### 国の機関
- 滑川公共職業安定所（ハローワーク滑川）

### 県の機関
- 富山県水産試験場

### 郵便局

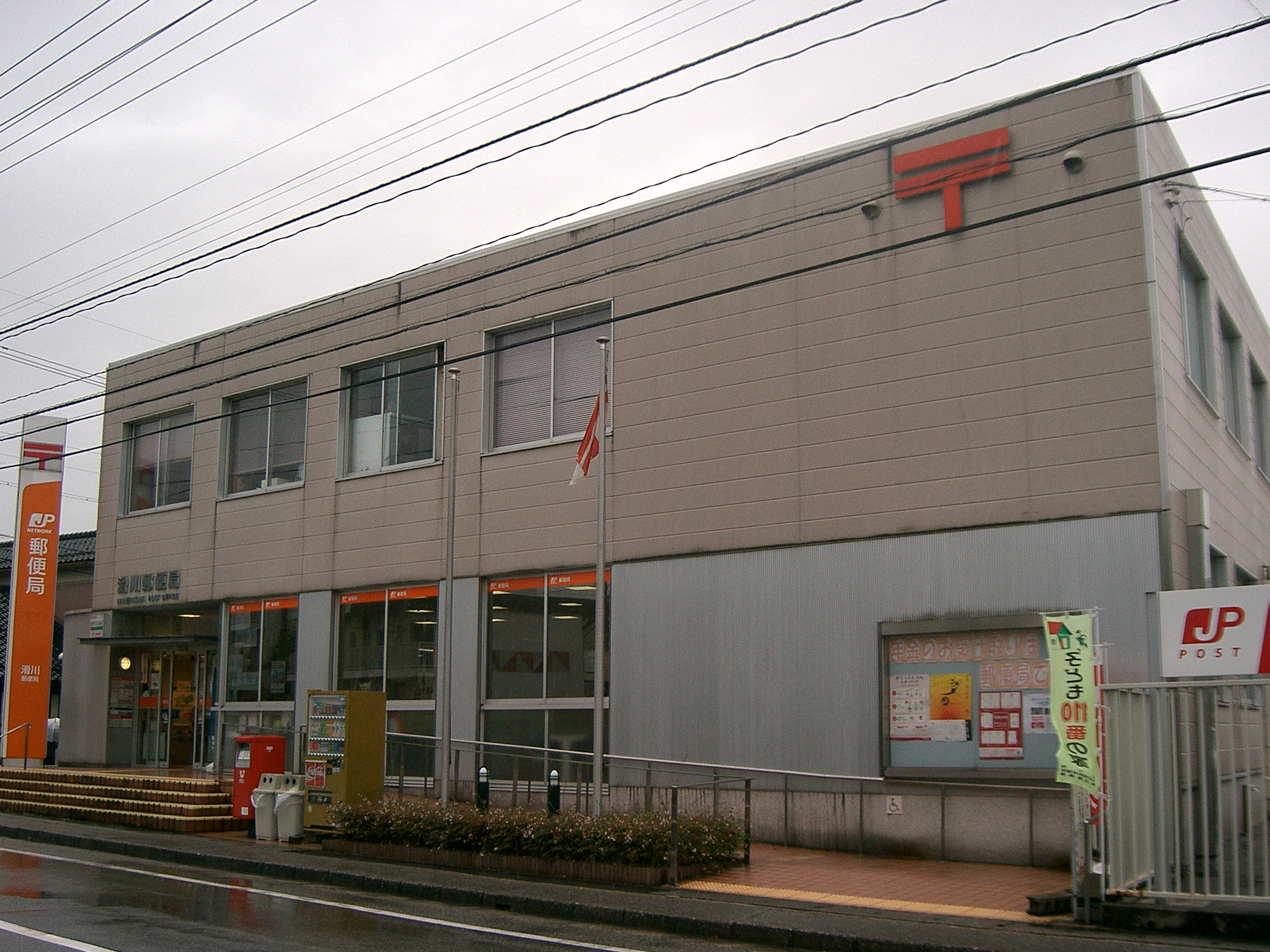
滑川郵便局

- 東加積郵便局
- 浜加積郵便局
- 中加積郵便局
- 滑川郵便局
- 滑川吾妻郵便局
- 滑川高月郵便局

## 経済

### 産業
- 産業人口（2015年国勢調査）
  - 第一次産業就業人口　　626人
  - 第二次産業就業人口　6,779人
  - 第三次産業就業人口　9,600人
- 農業
  - 稲作（コシヒカリなど）
  - さといも
  - リンゴ
  - チューリップ球根　など
- 漁業
  - 滑川漁港（第2種漁港）
  - 高月漁港（第1種漁港）
- 工業
  - アイザックパッケージ事業本部滑川工場
  - ジャパンパック
  - スギノマシン滑川・早月工場（1970年操業開始[18]。）
  - 武内プレス
  - ファインプラス
  - 日医工滑川第一・第二工場
  - 日本カーバイド工業早月工場（1959年操業開始、滑川市初の大規模工場[19]）
  - 不二越滑川事業所
  - 富士ゼロックスマニュファクチュアリング富山事業所（旧・富士ゼロックスイメージングマテリアルズ）
  - 富士電機パワーセミコンダクタ北陸工場（旧・北陸富士）
  - YKK AP滑川製造所

### 金融
- にいかわ信用金庫（旧滑川信用金庫）

### 物販
- 滑川ショッピングセンター エール
通称「YELL」。滑川駅の付近（旧富山電工跡地）に店舗を構え、2階建て（店舗部分は1階のみ）で1979年（昭和54年）6月13日にオープン[20]。滑川市の中心的なショッピングセンター（SC）の一つで、こども文化教室が開かれている。
- PLANT3
- 明文堂書店 TSUTAYA滑川店
- パスタ
1991年11月15日オープン[21]。スーパーマーケット「大阪屋ショップ」やホームセンター「DCMカーマ」などが入居。
- バロー

## 姉妹都市・提携都市
- 長野県 小諸市 - 1974年（昭和49年）4月25日姉妹都市提携[16]
- 北海道 豊頃町 - 1984年（昭和59年）姉妹都市提携
- 栃木県 那須塩原市 - 西那須野町時代の1996年（平成8年）4月15日姉妹都市提携[22]
- アメリカ合衆国 シャンバーグ市（イリノイ州） - 1997年（平成9年）7月4日姉妹都市提携

## 教育

### 高等学校
- 富山県立滑川高等学校
- 富山県立海洋高等学校 - 2012年廃校。跡地は県が運営するスポーツトレーニング施設「フットボールセンター富山」（愛称、日医工スポーツアカデミー→北陸建工グループ アスリートフィールド）となる。

### 中学校
- 滑川市立滑川中学校
- 滑川市立早月中学校

### 小学校
- 滑川市立北加積小学校
- 滑川市立西部小学校
- 滑川市立田中小学校
- 滑川市立寺家小学校
- 滑川市立東部小学校
- 滑川市立南部小学校
- 滑川市立東加積小学校

### 専門学校
- 富山医療福祉専門学校

## 施設
- TAM Net3滑川窓口（旧・滑川中新川地区広域情報事務組合）
- 厚生連滑川病院
- 滑川市総合体育センター
- 滑川室内温水プール（1994年7月完成、北陸初の室内温水プール[23]）

## 交通

### 空港
最寄は富山空港（富山市）で、北陸自動車道などで行き来できる。

### 鉄道
- あいの風とやま鉄道線
  - 滑川駅 - 東滑川駅

- 富山地方鉄道本線

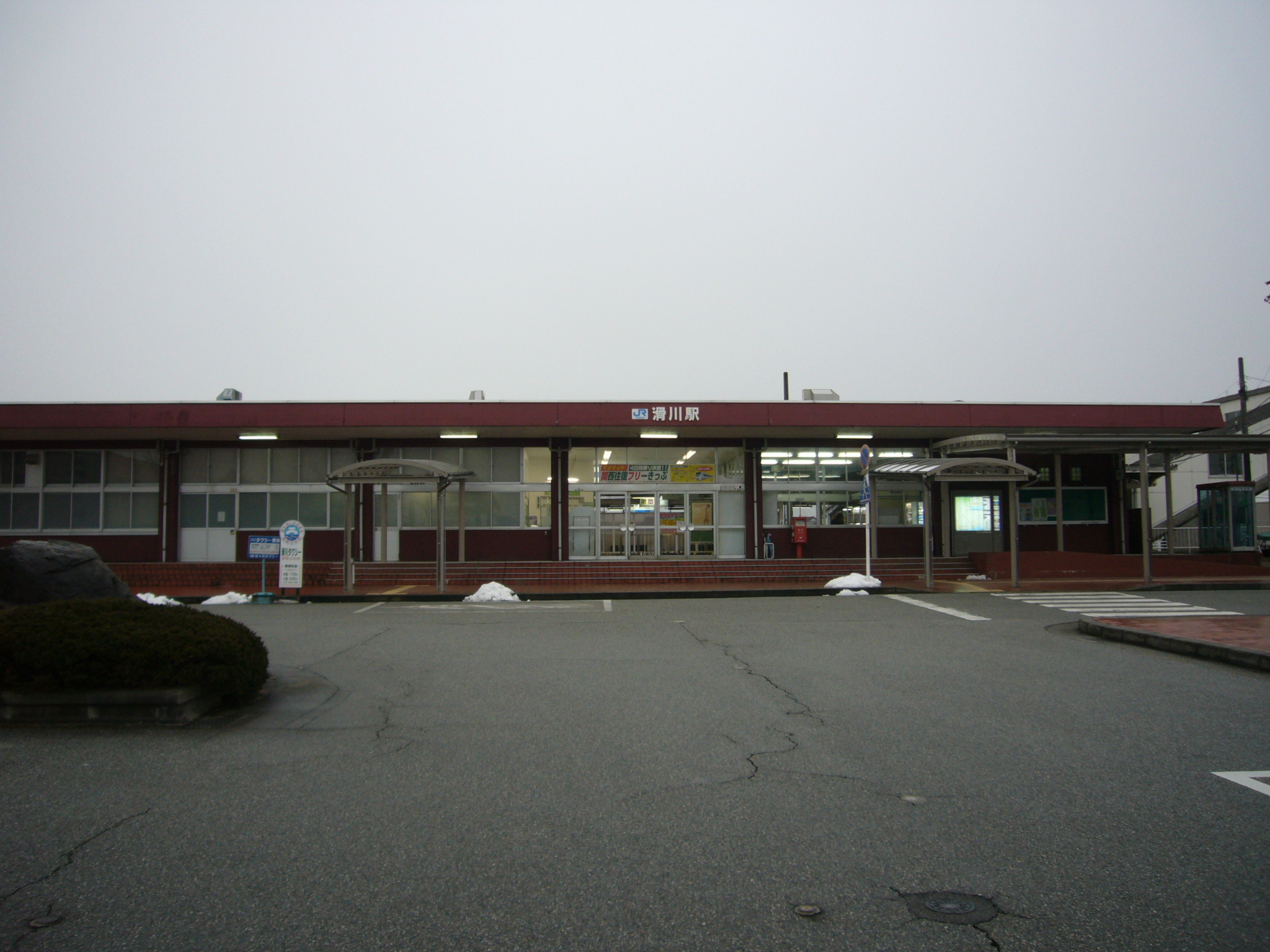
滑川駅

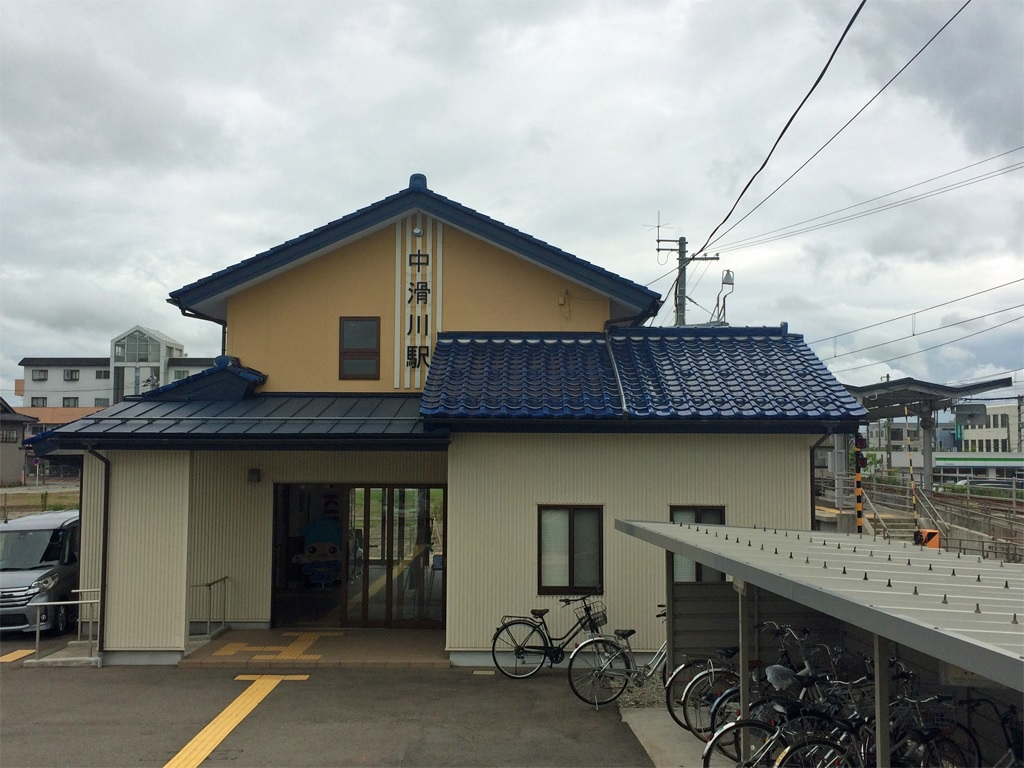
中滑川駅

  - 中加積駅 - 西加積駅 - 西滑川駅 - 中滑川駅 - 滑川駅 - 浜加積駅 - 早月加積駅 - 越中中村駅

中心となる駅は滑川駅である。

### 道路
- 高速道路
  - 北陸自動車道滑川IC
- 一般国道
  - 国道8号
- 県道
  - 主要地方道
    - 富山県道1号富山魚津線（道の駅ウェーブパークなめりかわが所在）
    - 富山県道3号富山立山魚津線
    - 富山県道51号蓑輪滑川インター線
    - 富山県道61号滑川上市線
    - 富山県道67号宇奈月大沢野線

  - 一般県道
    - 富山県道135号富山滑川魚津線
    - 富山県道137号堀江魚津線
    - 富山県道141号虎谷大榎線
    - 富山県道320号古鹿熊滑川線

  - その他の道路
    - 富山中部広域農道

### バス路線
高速バス
- 東京 - 富山線（西武バス・富山地方鉄道）
- 富山 - 新潟線（新潟交通・富山地方鉄道）

路線バス
- 滑川市コミュニティバス
運行エリアは滑川市の全域および魚津市の一部（蓑輪ルートの沿線ほか、北部循環ルートが魚津水族館まで乗り入れる）。
2019年時点、全7路線を運行し、運賃は一律100円（未就学児無料）。
- 富山地方鉄道
富山駅前発着の71系統が市街地を経由して滑川駅前まで運行されている。

## 名所・旧跡・観光スポット・祭事・催事

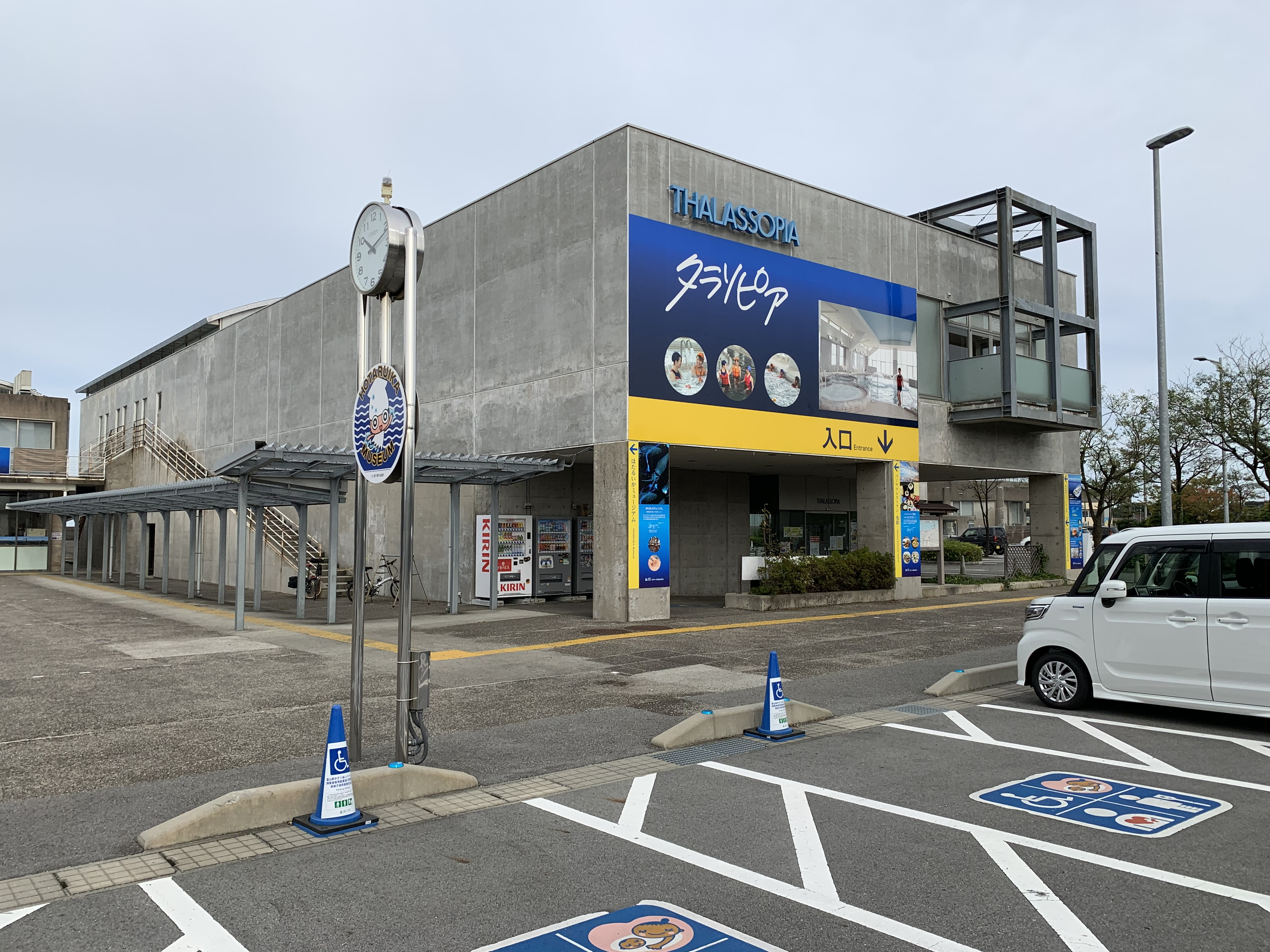
タラソピア

### 史跡
- 櫟原神社
- 本江遺跡
縄文時代中期 - 晩期と古墳時代初期の複合遺跡。現在は遺跡公園として保存されている[24]。
- 東福寺焼窯跡
天保年間 - 大地主神谷善右衛門の窯跡[25][26]。陶工は越中瀬戸焼から召致したと伝えられる[27]。

### 祭り・イベント
- ほたるいかまつり（4月下旬）
- ふるさと龍宮まつり（7月中旬）
古来から地域に恩恵を与えてくれた「ほたるいか」に感謝の意を表す祭りで、滑川駅前地区から、後述の「ほたるいかミュージアム」までの周辺で毎年2日間にわたって開催される。郷土舞踊である「新川古代神」の街流しや大型やさこパレードなどが繰り広げられる。また、2日目には海上花火大会が開催され、県内で唯一、正三尺玉（30号玉）が打ち上げられるとあって、市内外から多数の見物客が訪れる。
- ネブタ流し（7月31日）
- ほたるいかマラソン（10月上旬）

### 博物館・美術館・図書館
- ほたるいかミュージアム
- 滑川市立博物館
- 滑川市立図書館
- 滑川市立こども図書館

### 観光・娯楽
- ほたるいか観光（4月中旬 - 5月上旬）
期間中、滑川漁港から観光船が出船し、漁場でほたるいか漁やほたるいかの発光の様子を実際に見学することができる。
- 行田公園
園内を流れる「行田の沢清水」が平成の名水百選に指定されている。
- 東福寺野自然公園
- 滑川市スポーツ・健康の森公園
- 滑川海浜公園
1979年に利用開始。2023年4月29日にはオートキャンプ場（4区画）がオープンした。運営は指定管理者の『ONE DIVE』が担当[28]。
- みのわテニス村
  - 早月川温泉（みのわ温泉。含ナトリウム - 硫黄泉で、神経痛、胃腸痛、リウマチなどに効果がある[29]）
- タラソピア
- 滑川市民交流プラザ
中心市街地のまちづくり事業の一環で、2007年（平成19年）6月オープン。入浴施設「あいらぶ湯」のほか、レストラン、市内を一望できる展望台などがある。

映画館（過去）
- 滑川第一劇場
常盤町に所在していた戦前からの劇場の系譜の映画館。1919年（大正8年）に中島屋として創業。建物は東京の劇場を模したモダン建築で、芝居や映画、政党の演説会の会場として使用された。その後帝國館（定員680人）→滑川映画劇場（定員380人）→滑川第一映画劇場（定員550人）を経て、滑川第一劇場（定員350人）となる。1960年（昭和35年）に閉館[30][31]。
- 滑川中央劇場
橋場町に所在していた戦前からの劇場の系譜の映画館。1931年（昭和6年）、旧滑川町役場の跡地に北洋館として建てられた（当時は男子席が右、女子席が左で、警察官の臨検席も設けられていた。定員は124名のところ、詰めると600人くらい入ったという）。その後。中央劇場を経て、滑川中央映画劇場（定員350人）となる。中滑川駅と橋場町を結ぶ都市計画街路敷設のため、1957年（昭和32年）12月末までに取り壊され[30][31]、跡地には滑川ライオンズクラブから寄付された時計塔が設置された[32]。なお、1989年時点で公衆トイレ、消雪施設、電話ボックスとなっていた[33]。
- 滑川日本劇場
1953年（昭和28年）に晒屋にて日本劇場として開館した映画館。当初の定員は87人であったが、1958年（昭和33年）までに滑川日本劇場（定員560人である）。1962年（昭和37年）閉館後はパチンコ店『パレスホール』となり、現在は富山第一銀行滑川支店が立地している[30]。
- 滑川東映劇場
1956年（昭和31年）に瀬羽町にて開館した映画館。定員371人。1967年（昭和42年）に黒部市の映画館経営者に買収されたが、建物の改修に多額の費用がかかるため休館状態となり、そのまま閉館した[30]。

### 宿泊施設
- 海老源
- 海老よし
- 滑川館
- スカイホテル滑川（魚津市に事業所のあるスカイホテルの運営。かつては「ホテルサンルート滑川」という名称であったが、2016年9月30日を以て富山サンルート（現・スカイホテル）がサンルートホテルチェーンとの加盟契約を終了し、スカイホテル滑川に名称変更された[34]）
- 民宿サン
- みのわテニス村（グリーンハウス）
- 青少年婦人研修センター（青雲閣）
- SLホテル（東福寺野自然公園内）

## 著名な出身者

### 政治家
- 石坂豊一（衆議院議員）
- 梅原真隆（参議院議員、富山大学第3代学長、浄土真宗本願寺派専長寺27・29世住職、龍谷大学教授、顕真学苑主幹、本願寺勧学寮頭）

### 官僚・法曹
- 石坂修一（最高裁判所裁判官）
- 小善真司（国土交通省政策統括官、茨城県副知事）[35]

### 実業家
- 金岡幸二

### 文化人
- 郷義弘（作刀家）
- 高階哲応（ヴァイオリニスト、作曲家、指揮者）
- 岡本幸一郎（モータージャーナリスト）
- 下田義寛（画家）
- 中島タケオ（ゲームミュージック作曲家）

### 芸能人
- 室井滋（女優）
- 林輝幸（クイズプレーヤー、タレント）

### スポーツ
- 緑嶌友之助（力士）
- 伊藤公人（競輪選手）
- 谷井孝行（競歩選手）
- 福田富昭（レスリング選手、アテネオリンピック総監督）
- 小森飛絢（サッカー選手）
- 松岡大智（サッカー選手）
- Leon（プロレスラー）
- 小幡優作（プロレスラー）
- 中村高明（キックボクサー）

### その他
- ぺるとも（大喜利プレイヤー）